# Фердинанд Манлихер
Фердинанд Манлихер (њем. Ferdinand Ritter von Mannlicher; Мајнц, 30. јануар 1848 — Беч, 20. јануар 1904) је био аустријски инжењер, конструктор стрељачког оружја.
Године 1880. конструисао је брзометну пушку калибра 11 mm с магацином метака у кундаку пушке, која је побољшана ушла у наоружање аустроугарске војске 1886. Потом је 1888. конструисао нову пушку калибра 8 mm, с магацином испод сандука. Ову пушку су увеле Њемачка (у калибру 7,92 mm), Румунија (6,5 mm), Холандија и друге државе.
Уз ово је конструисао и брзометни карабин М.1890 калибра 6 mm, аутоматску пушку и два аутоматска пиштоља, М.1894 и М.1900.